# Enterrement de vie de célibataire
« Enterrement de vie de jeune fille » redirige ici. Pour la série télévisée, voir Enterrement de vie de jeune fille (série télévisée).
 (octobre 2015).
Si vous disposez d'ouvrages ou d'articles de référence ou si vous connaissez des sites web de qualité traitant du thème abordé ici, merci de compléter l'article en donnant les références utiles à sa vérifiabilité et en les liant à la section « Notes et références ».

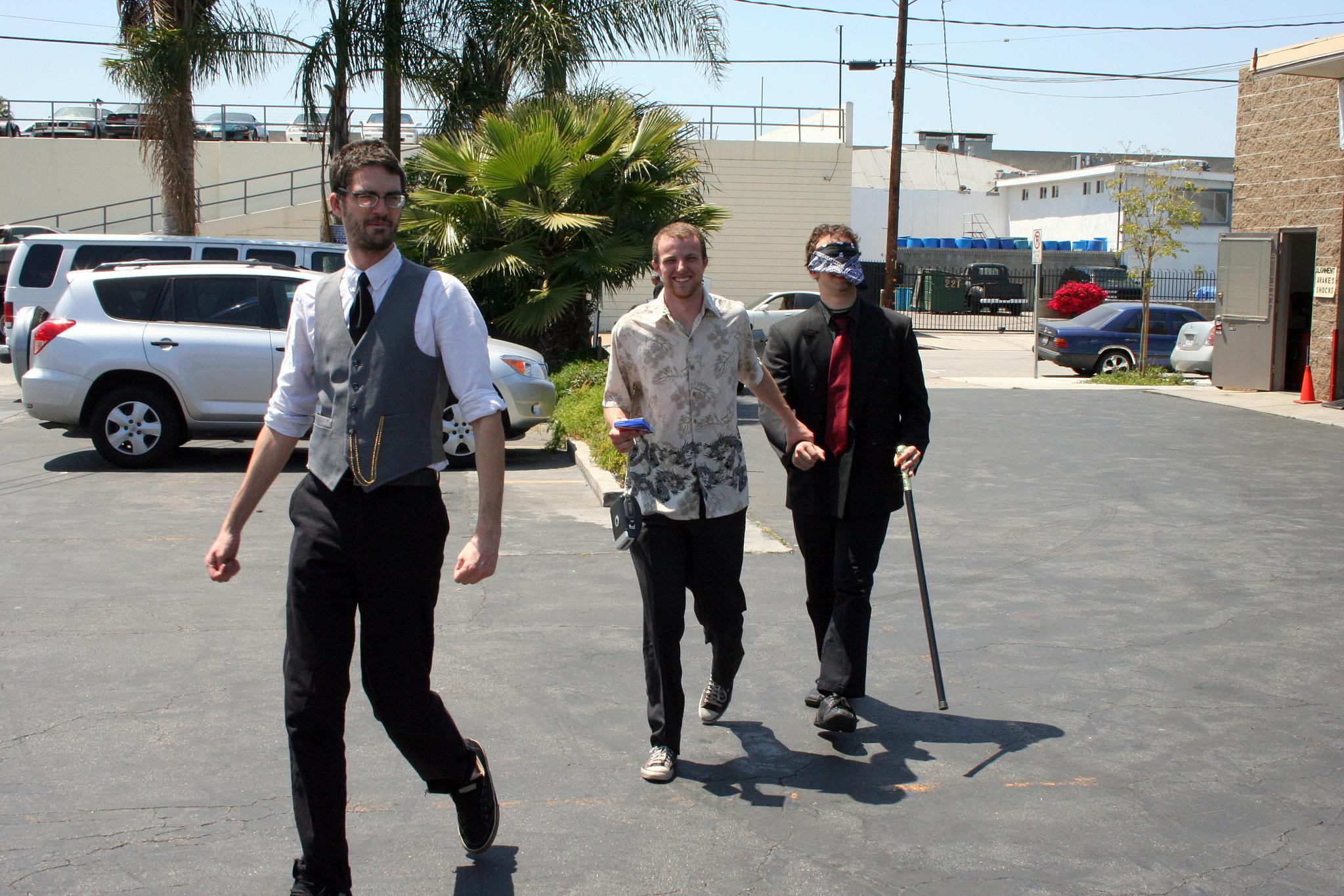
Célibataire étant conduit à son « enterrement » les yeux bandés.

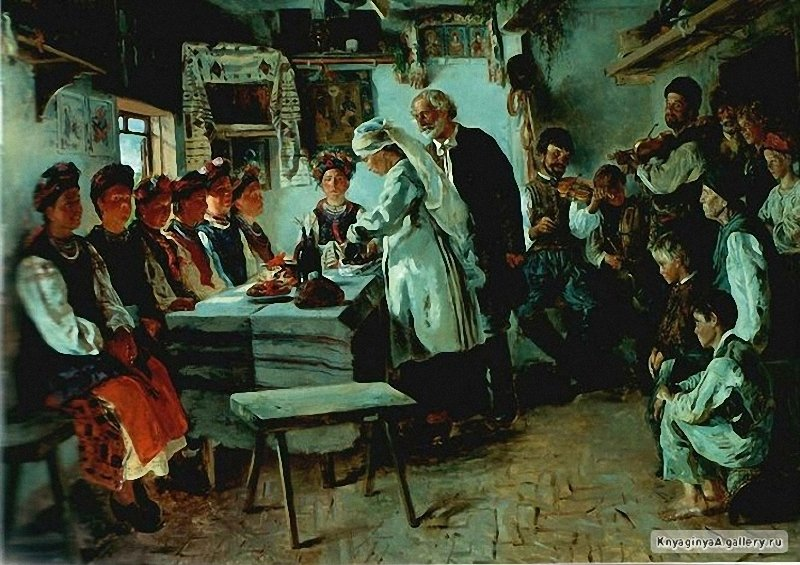
Tableau de Vladimir Makovski.

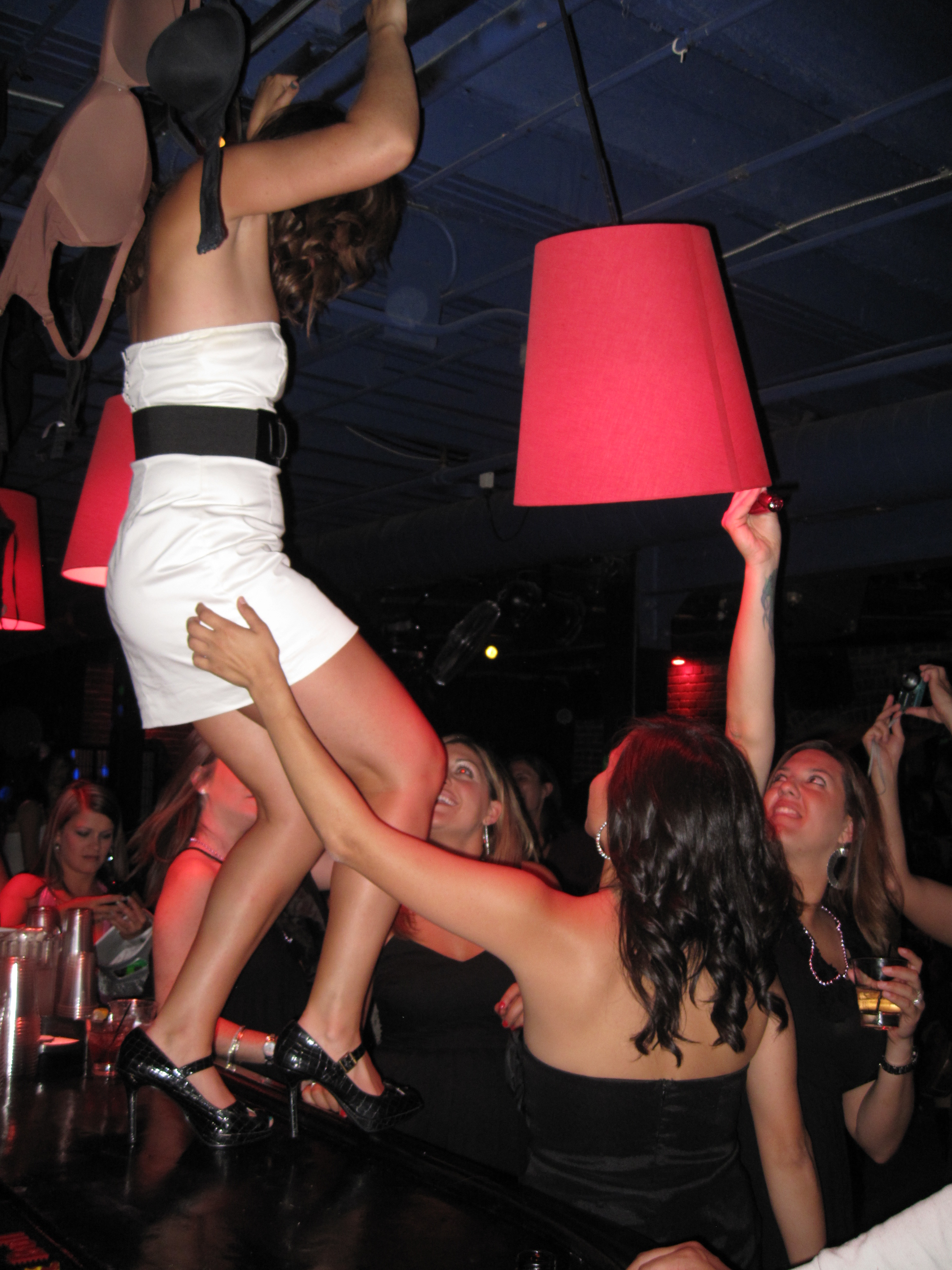
Enterrement de vie de jeune fille aux États-Unis.

L’enterrement de vie de célibataire est une tradition prénuptiale occidentale qui consiste à faire profiter le célibataire de plaisirs que son prochain engagement de fidélité et sa vie de couple rendront difficiles voire impossibles. On parle d'enterrement de vie de garçon (EVG ou EVJG) pour les hommes et d'enterrement de vie de jeune fille pour les femmes (EVJF).

## Tradition culturelle

### Origines
L'enterrement de vie de célibataire apparait pour les hommes vers le XVIIIe siècle et se résume très souvent à un passage en maison close dans un état d'ébriété avancé. L'enterrement de vie de jeune fille se développe plus tardivement, à partir des années 1970, et prend de l'ampleur plus récemment.
Le charivari est une forme similaire de l'enterrement de vie de célibataire : on en trouve des témoignages dès le XIVe siècle : les jeunes gens du village lors d’un mariage jugé mal assorti (écart d’âge trop grand entre les époux ou mariage avec un étranger inconnu au village) chahutaient le couple sur la route du cortège ou devant leur demeure jusqu’à obtenir dédommagement du déséquilibre (par un pécule ou un coup à boire).

### Symbolique de l'enterrement
Selon certaines traditions[Lesquelles ?], le futur marié doit enterrer un cercueil à la fin de sa journée d’enterrement. Ce cercueil contient des souvenirs de sa vie passée (objet fétiche, symbolique, etc.) et fréquemment quelques bouteilles. Ce cercueil est ensuite déterré à la naissance du premier enfant du couple (ou au bout d’un an).

## L'enterrement de vie de célibataire selon les pays

### En France
L'Obs/Rue89 a publié une série de témoignages sur cette pratique en France durant l'été 2019, conclue par un entretien avec l'ethnologue Marie Segalen, qui traite de cette pratique comme l'un des « rites et rituels contemporains ». La journaliste Louise Auvitu rapporte que « d’après une enquête de l’Institut national d’études démographiques (INED), un quart des futurs époux et moins d’un huitième des futures épouses enterraient leur vie de célibataire jusqu’aux années 2000. Aujourd’hui, l’événement serait célébré par près de 74 % des hommes et 72 % des femmes ».

## Organisation
L'enterrement de vie de célibataire est traditionnellement organisé par la ou le témoin de la personne qui se marie.
Le nombre de participants est souvent composé de quatre à dix amis proches et de membres de la famille. La liste des noms choisis peut être définie avec la personne qui se marie ou en secret.

### Activités
L’enterrement consiste principalement à passer du bon temps avec les amis proches et la famille du couple. Les enterrements des futurs mariés se font séparément. La tradition veut que les enterrements soient des activités non mixtes, bien que cela évolue (notamment dans le cas de témoins de sexes différents du futur marié).
Les activités sont variées et vont du simple restaurant à la beuverie en passant par des activités sportives collectives ou individuelles (souvent extrêmes) durant lesquels les futurs mariés sont mis en difficulté.
Ces activités « à sensations fortes » incluent :
- parcours acrobatique en hauteur ;
- saut à l'élastique ;
- parachutisme en tandem ;
- laser game ;
- escape game / jeu d'évasion[5] ;
- paintball ;
- karting.

D'autres activités possibles incluent :
- jeu de piste ;
- cours de cuisine ;
- séance photo ;
- séance spa ou hammam.
- la séance de cours de Pole Dance est très prisée[Où ?] depuis quelques années[Quand ?]

Les traditions varient en fonction des coutumes locales et du milieu social des célibataires. Certaines activités sont relativement courantes, comme le fait de faire boire de l’alcool aux futurs mariés et parfois de faire appel à un ou une stripteaseur ou stripteaseuse en fin de soirée.

## Dans les œuvres de fiction
Le thème et les scènes d’enterrement de vie de célibataire sont nombreuses dans les œuvres de fiction, tant en littérature qu’au cinéma.
L’enterrement de vie de célibataire est un sujet fréquemment traité au cinéma, notamment depuis les années 2000. Plusieurs comédies et quelques drames traitent de cette tradition. Dans le style humoristique, Very Bad Trip et ses suites Very Bad Trip 2 et Very Bad Trip 3 ont connu un succès important. Dans le film Last Vegas, sorti en 2013, le réalisateur Jon Turteltaub traite le sujet avec des célibataires séniors en demandant à Robert De Niro et Michael Douglas de jouer le rôle de retraités fêtant un enterrement de vie de célibataire. Toujours côté comédie mais orienté humour noir, le film Very Bad Things est sorti lui en 1998.
Ces films traitent de la tradition de l'enterrement de vie de célibataire en suivant l'enterrement de vie de garçon en particulier, mais plus récemment dans le film Mes meilleures amies (Bridesmaids), l'enterrement de vie de jeune fille sert de principal ressort scénaristique lorsqu'un groupe d’amies tente désespérément d’organiser une journée inoubliable pour l'une d'entre elles. C'est aussi le cas du court-métrage La vie de jeune fille de Pauline Loquès (2018), dans lequel Constance est emmenée par trois amies pour un enterrement de vie de jeune fille décevant en Normandie (plutôt qu'à Ibiza, comme elle en aurait rêvé), et alors que son fiancé lui a écrit durant le trajet qu'il ne souhaitait plus se marier.
Plus récemment, le film Jour J comporte des scènes d'enterrement de vie de célibataire, mais est également consacré à l'organisation complète du mariage. Budapest (2018) de Xavier Gens parle d'une entreprise qui en organise dans la ville hongroise.